# Johann Ignaz Felbiger
Johann Ignaz von Felbiger (6. ledna 1724, Głogów, Slezsko – 17. května 1788, Bratislava) byl pedagog a opat. Je zejména spojen se školskými reformami prováděnými v Habsburské monarchii za vlády Marie Terezie.

## Život
V roce 1760 se stal opatem augustiniánského kláštera v Zaháni. Roku 1774 připravil Všeobecný školní řád, který byl vydán 6. prosince t.r. V roce 1775 vyšla jeho třídílná příručka pro učitele Methodenbuch (v roce 1777 vyšla dvojjazyčně česko-německy). Zavedl písmenkovou a tabulkovou metodu výuky, při níž učitel sestavoval z učebnic tabulky, ze kterých se děti učily nazpaměť celé věty. Tabulkový zápis obsahoval pouze počáteční písmena z učeného textu a sloužil jako učební pomůcka.
Věnoval také pozornost postiženým. Vyžadoval, aby právě slabě chápající, těžko se učící, byli vyučováni nejlepšími pedagogy. Podle schopností dělil žáky na lehce chápavé, středně šikovné (osvojují si učivo s velkou námahou) a na vyučování nezpůsobilé, nešikovné. Pro každou tuto skupinu uvedl postup výchovy a vyučování.